# Bierwurst
Bierwurst (tysk: "ølpølse") er en pølse fra Tyskland. Den er en kogt, røget brühwurst, der oprindeligt stammer fra Bayern, med hvidløgssmag og mørk rød farve. Det er krydret med sorte peberkorn, paprika, og sennepsfrø.
Det er typisk solgt som sandwichfyld.
Bierwurst indeholder ikke øl. Navnet skyldes, at den bliver spist til øl.
 Der er for få eller ingen kildehenvisninger i denne artikel, hvilket er et problem. Du kan hjælpe ved at angive troværdige kilder til de påstande, som fremføres i artiklen.

| Mad og drikke | Spire Denne artikel om mad og drikke er en spire som bør udbygges. Du er velkommen til at hjælpe Wikipedia ved at udvide den. |